# Challenger de Wrocław 2017

El torneo Wrocław Open 2017 fue un torneo profesional de tenis. Pertenece al ATP Challenger Series 2017. Se disputará su 3ª edición sobre superficie dura bajo techo, en Breslavia, Polonia entre el 27 de febrero al el 5 de marzo de 2017.

## Jugadores participantes del cuadro de individuales
| Favorito | País                        | Jugador              | Rank1 | Posición en el torneo |
| -------- | --------------------------- | -------------------- | ----- | --------------------- |
| 1        | Bandera de Francia          | Paul-Henri Mathieu   | 101   | Semifinales           |
| 2        | Bandera de Eslovaquia       | Lukáš Lacko          | 104   | Segunda ronda         |
| 3        | Bandera de Francia          | Kenny de Schepper    | 137   | Cuartos de final      |
| 4        | Bandera de Francia          | Quentin Halys        | 174   | Semifinales           |
| 5        | Bandera de Bielorrusia      | Ilia Ivashka         | 178   | Primera ronda         |
| 6        | Bandera de Kazajistán       | Aleksandr Nedovyesov | 183   | Primera ronda         |
| 7        | Bandera de los Países Bajos | Igor Sijsling        | 198   | Segunda ronda, retiro |
| 8        | Bandera de Austria          | Jürgen Melzer        | 199   | CAMPEÓN               |

- 1 Se ha tomado en cuenta el ranking del 20 de febrero de 2017.

### Otros participantes
Los siguientes jugadores recibieron una invitación (wild card), por lo tanto ingresan directamente al cuadro principal (WC):
- Michał Dembek
- Hubert Hurkacz
- Michał Przysiężny
- Kacper Żuk

Los siguientes jugadores ingresan al cuadro principal tras disputar el cuadro clasificatorio (Q):
- Marek Jaloviec
- Andriej Kapaś
- Yann Marti
- Mats Moraing

## Campeones

### Individual Masculino
- Jürgen Melzer derrotó en la final a  Michał Przysiężny, 6–4, 6–3

### Dobles Masculino
- Adil Shamasdin /  Andrei Vasilevski derrotaron en la final a  Mikhail Elgin /  Denys Molchanov, 6–3, 3–6, [21–19]